# قلعة المجدل
قلعة المجدل، أطلال قلعة جنوبي بلدة القدموس بحوالي 15كم في منطقة بانياس من محافظة طرطوس. بقي منها كتل حجرية بازلتية هائلة تتوضع فوق بعضها بشكل هرمي قاعدته 30م، ويميل الظن إلى أنها بنيت قبل العصر المملوكي.